# Standard Eight
Standard Eight är en personbil, tillverkad i två generationer av den brittiska biltillverkaren Standard mellan 1938 och 1959.

## Flying Eight (1938-48)
Standard Flying Eight presenterades 1938 och var en enklare version med mindre motor av den Flying Nine som introducerats året innan. Det var en konventionell brittisk småbil, med sidventilsmotor, separat ram och mekaniska bromsar, men den hade individuell hjulupphängning fram.
Efter andra världskriget återupptogs produktionen redan några veckor efter krigsslutet. Bilen kallades nu Standard 8hp och hade fått fyrväxlad växellåda. Med introduktionen av Vanguard-modellen införde Standard en enmodellsstrategi och 8hp ersattes av den större Triumph Mayflower.

## Eight (1953-59)

### Eight
Triumph Mayflower blev ett försäljningsmässigt misslyckande och till 1953 ersattes den av en helt ny Standard Eight. Den nya bilen hade ingenting gemensamt med den äldre Eight-modellen och byggdes med självbärande kaross, toppventilmotor och hydrauliska bromsar. Motoreffekten var blygsam, men ökades stegvis med åren. För att hålla nere priset var bilen mycket enkel, med skjutfönster i dörrarna och den saknade navkapslar och bagagerumslucka. Öppningsbar bagagerumslucka infördes först 1957.

### Ten
1954 tillkom Standard Ten med större motor och bättre utrustning än den enkla Eight. Året därpå kom en kombi-version kallad Standard Companion. 
För den svenska marknaden byggdes bilen av ANA i Nyköping. Här kallades den Standard Vanguard Junior.

### Pennant
1957 introducerades en uppdaterad variant kallad Standard Pennant. Bilen hade modifierad kaross med bland annat fenor på bakskärmarna och bättre utrustning än systermodellerna. Pennant tillverkades fram till 1961, då bilmärket Standard försvann och ersattes av Triumph.

### Motor
| Modell  | Motor              | Cylindervolym | Effekt   | Bränslesystem   |
| ------- | ------------------ | ------------- | -------- | --------------- |
| Eight   | 4-cyl radmotor ohv | 803 cm³       | 26-33 hk | Enkel förgasare |
| Ten     | 4-cyl radmotor ohv | 948 cm³       | 35-42 hk | Enkel förgasare |
| Pennant | 4-cyl radmotor ohv | 948 cm³       | 38-42 hk | Enkel förgasare |

## Bilder

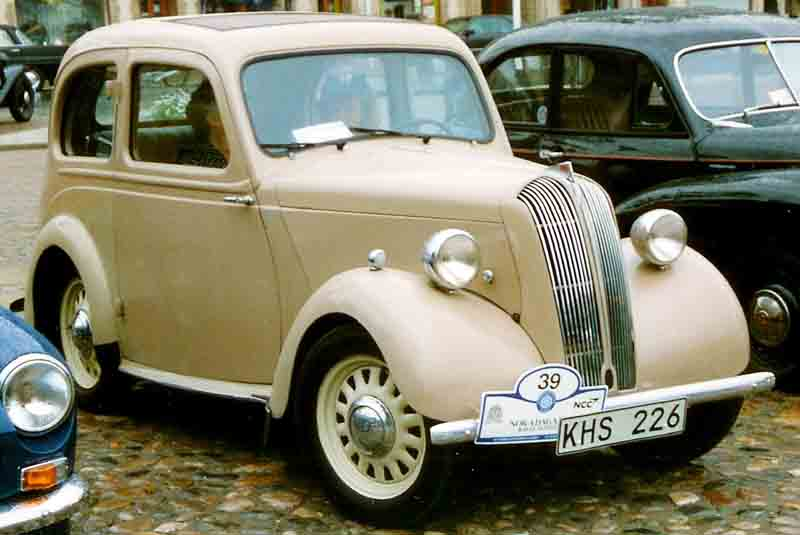
8hp
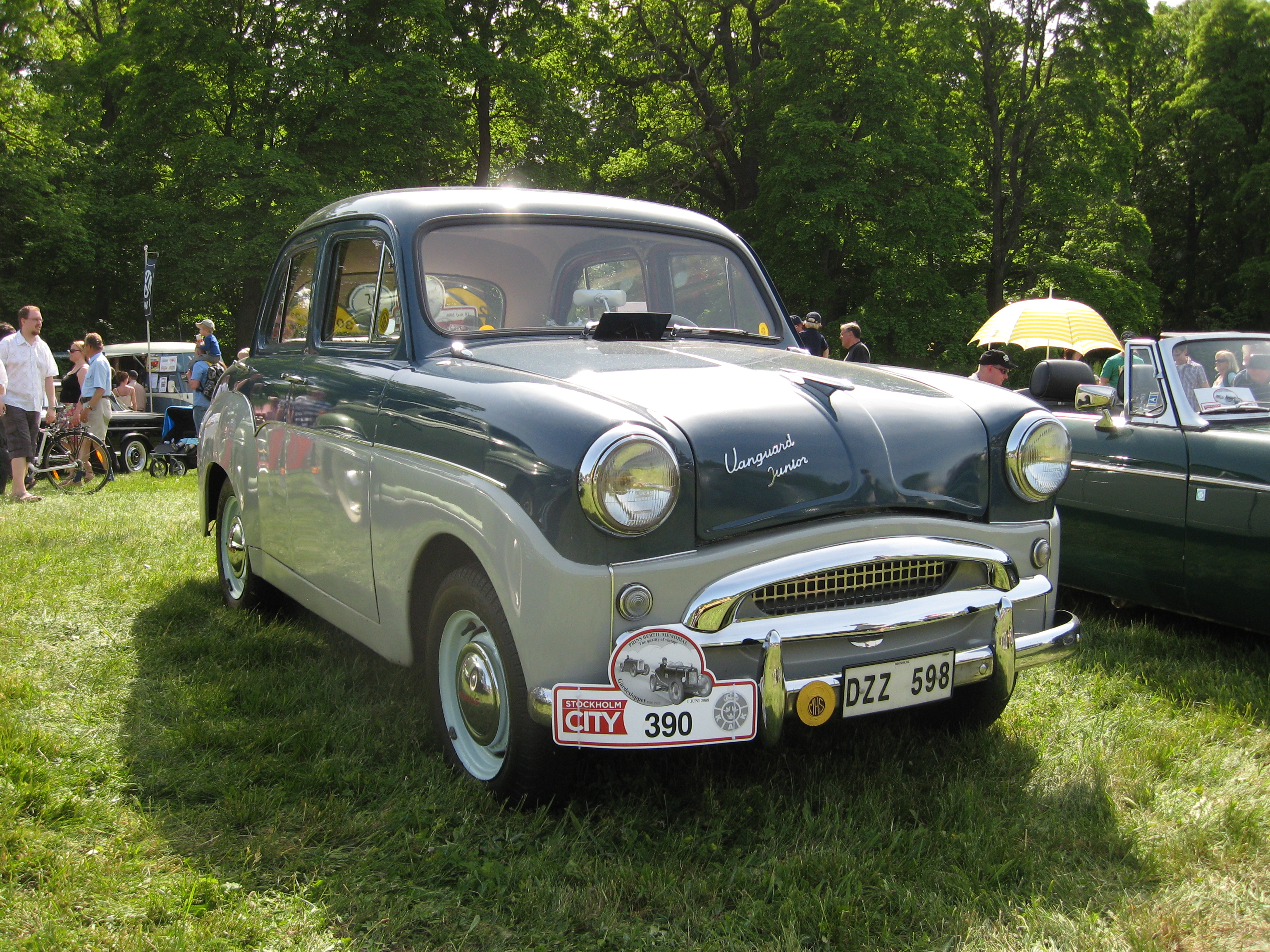
Ten “Vanguard Junior”
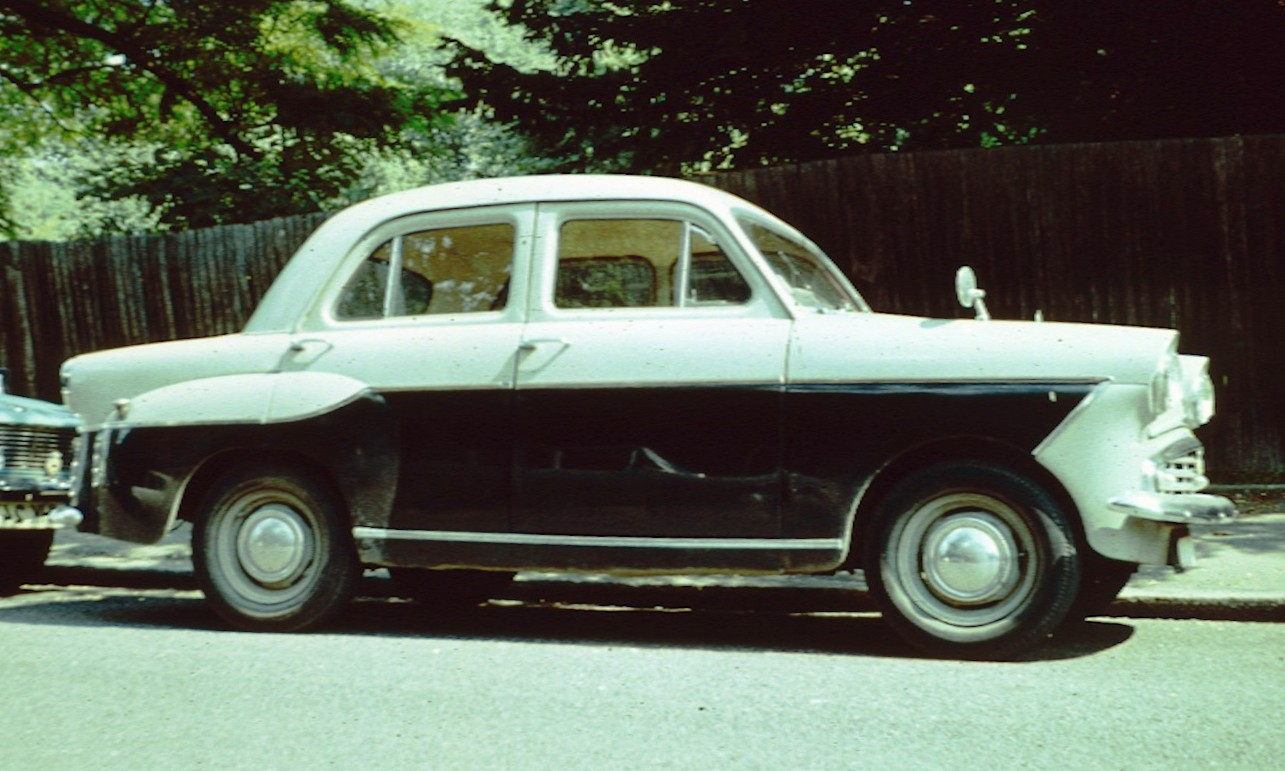
Pennant

## Tillverkning
| Modell  | Antal   |
| ------- | ------- |
| 8hp     | 53 099  |
| Eight   | 136 317 |
| Ten     | 172 500 |
| Pennant | 42 910  |